# Consejería de Agricultura, Pesca y Medio Ambiente
La Consejería de Agricultura, Pesca y Medio Ambiente es una consejería que forma parte de la Junta de Andalucía, en España. Su actual consejero y máximo responsable es Luis Planas Puchades. Esta consejería ha sido creada tras las elecciones al Parlamento de Andalucía de 2012, aunando las competencias autonómicas en materia de agricultura, ganadería, pesca, medio ambiente y ordenación del territorio, anteriormente repartidas entre las consejerías de Agricultura y Pesca, Medio Ambiente y Obras Públicas y Ordenación del Territorio, todas ellas ya desaparecidas.
Tiene su sede en la calle Tabladilla de Sevilla.

## Entes adscritos a la consejería
- Instituto Andaluz de Reforma Agraria (IARA) (extinto, actualmente integrado en AGAPA)
- Instituto Andaluz de Investigación y Formación Agraria, Pesquera, Alimentaria y de la Producción Ecológica (I.F.A.P.A)
- Agencia de Gestión Agraria y Pesquera de Andalucía (AGAPA)
- Agencia de Medio Ambiente y Agua de Andalucía (AMAYA)